# Thoracochromis albolabris
Espèce
Statut de conservation UICN

 LC  : Préoccupation mineure
Thoracochromis albolabris (anciennement Haplochromis albolabris) est une espèce de poissons Cichlidae d'Angola et de Namibie.

## Référence
Trewavas, E. and D. F. E. Thys van den Audenaerde  1969 : A new Angolan species of Haplochromis (Pisces, Cichlidae). Mitteilungen aus dem Hamburgischen Zoologischen Museum und Institut 66, p. 237-239.